# Бер-Крік-Вілледж (Пенсільванія)
Бер-Крік-Вілледж (англ. Bear Creek Village) — місто (англ. borough) в США, в окрузі Лузерн штату Пенсільванія. Населення — 291 особа (2020).

## Географія
Бер-Крік-Вілледж розташований за координатами 41°11′0″ пн. ш. 75°45′3″ зх. д. / 41.18333° пн. ш. 75.75083° зх. д. (41.183232, -75.750771).  За даними Бюро перепису населення США в 2010 році місто мало площу 5,27 км², з яких 5,02 км² — суходіл та 0,26 км² — водойми.

## Демографія
Згідно з переписом 2010 року, у селищі мешкало 257 осіб у 119 домогосподарствах у складі 80 родин. Густота населення становила 49 осіб/км².  Було 155 помешкань (29/км²).
Расовий склад населення:
| - 98,4 % — білих - 0,8 % — корінних американців - 0,4 % — азіатів |

До двох чи більше рас належало 0,4 %. Частка іспаномовних становила 0,0 % від усіх жителів.
За віковим діапазоном населення розподілялося таким чином: 17,9 % — особи молодші 18 років, 52,5 % — особи у віці 18—64 років, 29,6 % — особи у віці 65 років та старші. Медіана віку мешканця становила 54,9 року. На 100 осіб жіночої статі у селищі припадало 96,2 чоловіків;  на 100 жінок у віці від 18 років та старших — 101,0 чоловіків також старших 18 років.
Середній дохід на одне домашнє господарство  становив 137 096 доларів США (медіана — 90 250), а середній дохід на одну сім'ю — 150 810 доларів (медіана — 122 857). За межею бідності перебувало 16,8 % осіб, у тому числі 44,3 % дітей у віці до 18 років та 4,8 % осіб у віці 65 років та старших.
Цивільне працевлаштоване населення становило 153 особи. Основні галузі зайнятості: освіта, охорона здоров'я та соціальна допомога — 18,3 %, науковці, спеціалісти, менеджери — 17,0 %, мистецтво, розваги та відпочинок — 9,2 %, виробництво — 7,2 %.